# Ponalestraße

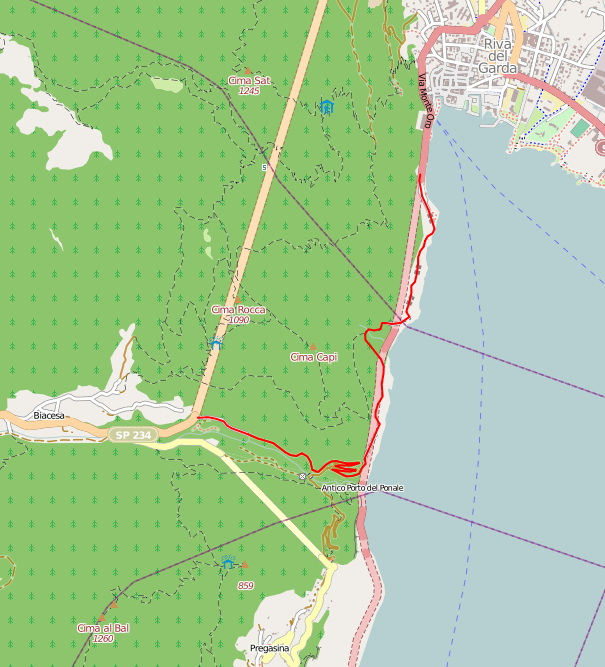
Verlauf der Ponalestraße (rot)

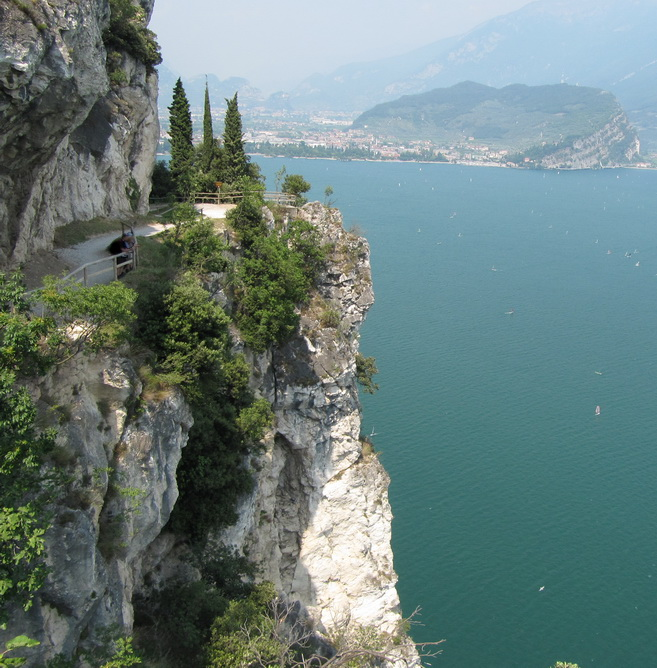
Abschnitt der Ponalestraße. Im Hintergrund Riva und der Monte Brione.

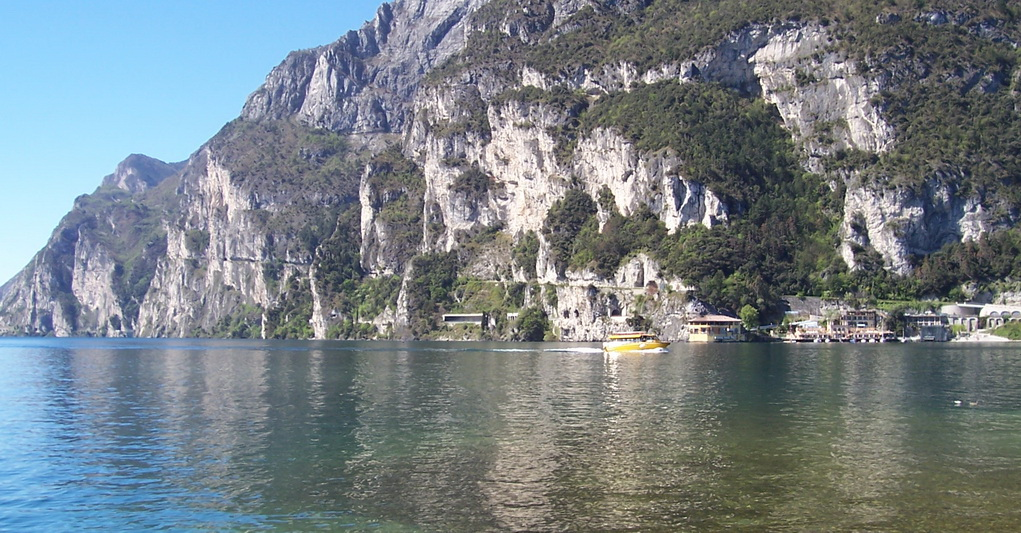
Unterer Teil der Ponalestraße von Riva aus gesehen (als schräge Linie im Fels zu erkennen).

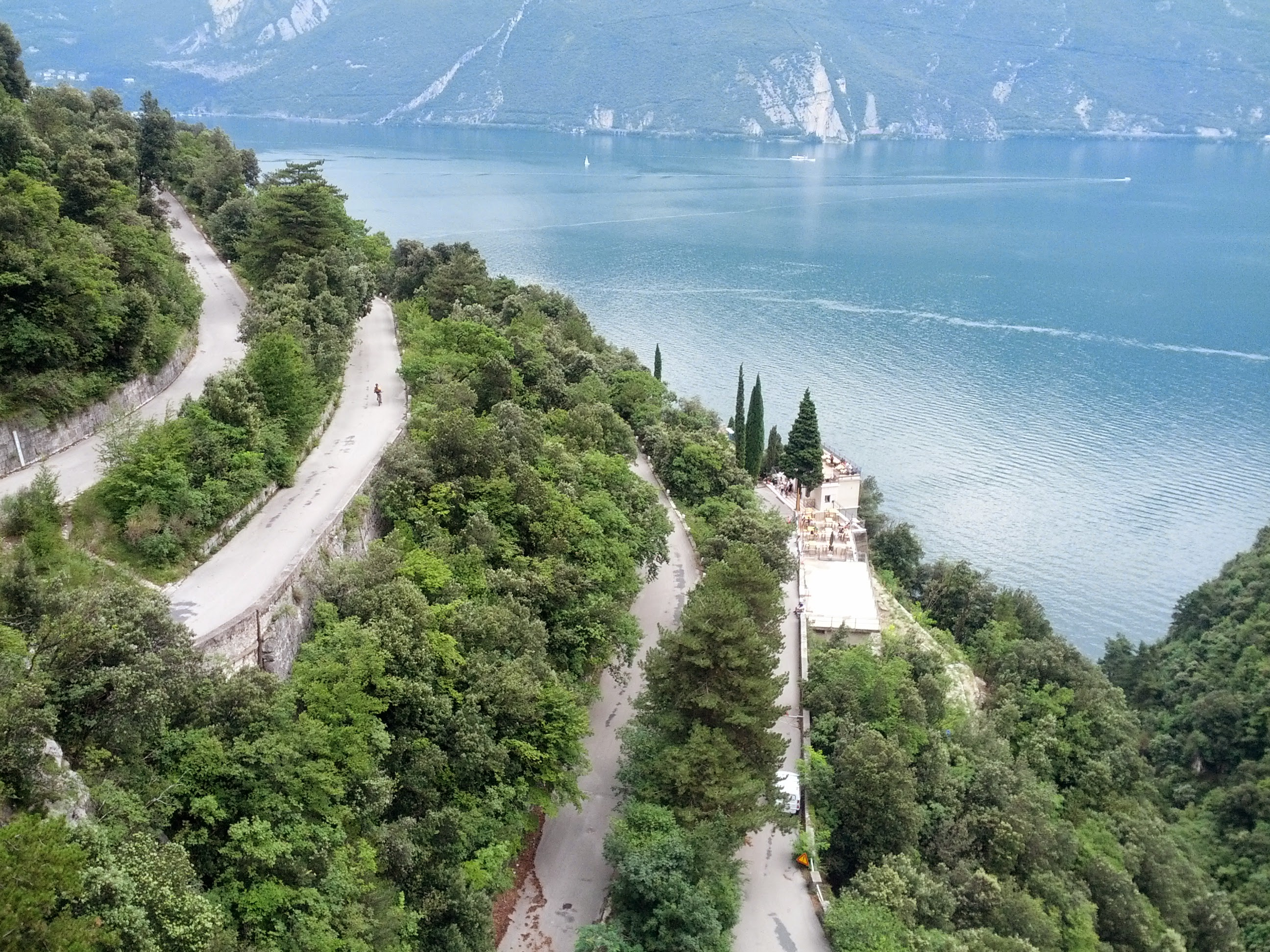
Serpentinen, die sog. Zette, der Ponalestraße mit Raststation

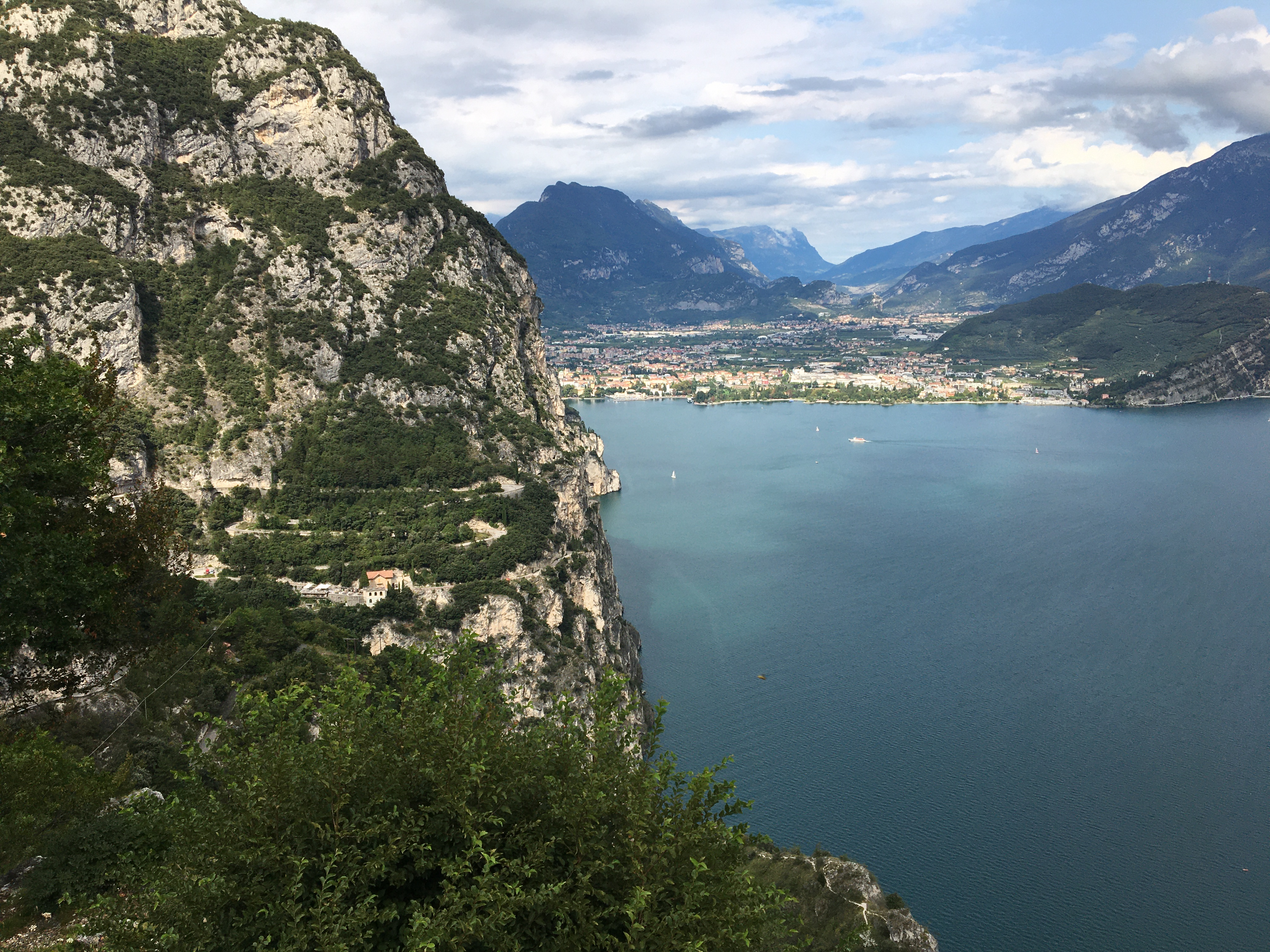
Ponale von der Straße nach Pregasina (Blick von der ersten Kehre nach dem Tunnel). Im Hintergrund Riva

Die Ponalestraße (italienisch Strada del Ponale) ist eine Straße am nördlichen Westufer des Gardasees, die Riva del Garda mit dem Val di Ledro verbindet. Sie ist heute nur noch für Wanderer und Radfahrer zugänglich.

## Verlauf
Die Ponalestraße führt auf einer Länge von 5,5 km von Riva del Garda (70 m s.l.m.) am Nordufer des Gardasees an der Ost- und Südseite der Rocchetta-Gruppe in die Fraktion Biacesa (418 m s.l.m.) am östlichen Eingang des Ledrotals hinauf und überwindet dabei etwa 330 Höhenmeter. Sie führt insgesamt durch acht Tunnel, die zu verschiedenen Zeitpunkten errichtet wurden, und gibt immer wieder Ausblicke auf den Gardasee, auf Riva und den gegenüber liegenden Monte Baldo frei.
Nach ca. 3 km der Strecke zweigt eine knapp 2 km lange Straße in Richtung Pregasina (400 m s.l.m.) ab, die erst 1956 fertiggestellt wurde. Diese führt in südlicher Richtung erst über den Ponale und anschließend in mehreren Serpentinen zu der zu Riva del Garda gehörenden Fraktion und war bis zur Fertigstellung des Straßentunnels 1998, der Pregasina mit dem Val di Ledro verband, die einzige Straßenverbindung des Ortes.

## Geschichte
Die Ponalestraße wurde von 1848 bis 1851 durch Giacomo Cis erbaut, um das Ledrotal mit dem Gardagebiet zu verbinden. Zu Ehren ihres Erbauers wurde sie nach ihm benannt (Sentiero del Ponale di Giacomo Cis). Sie war damit die erste und einzige direkte Verbindung vom Gardaseegebiet in das Ledrotal und beendete dessen Isolation.
Auch den österreichischen Militärs war schnell die Bedeutung dieser Straße als Einfallstor in Richtung Riva bewusst. Bereits 1859 nach dem Zweiten Italienischen Unabhängigkeitskrieg und dem Verlust der Lombardei machte man sich Gedanken, die Straße zu befestigen und baute in der Folgezeit eine kleinere offene Artilleriestellung an der Straße. Als im Dritten Italienischen Unabhängigkeitskrieg während der Schlacht bei Bezzecca am 21. Juli 1866 italienische Freischaren unter Giuseppe Garibaldi nur unter dem Einsatz der Gardaseeflottille und der Batterie San Nicolo an der Ponalestraße aufgehalten werden konnten, gab man diese erste Verteidigungsstellung wieder auf, weil man sie als zu unzureichend betrachtete. Bis zum Ende des 19. Jahrhunderts legte man verschiedene Pläne für den Bau einer Sperranlage an der Ponale vor. Diese wurden schließlich 1904 mit dem Bau der Straßensperre Ponale am heute von Riva aus kommenden dritten Straßentunnel umgesetzt. Während des Ersten Weltkrieges wurde diese Anlage weitgehend unterirdisch ausgebaut und war Teil der Sperrgruppe Ponale, die zur sogenannten Festung Riva gehörte.
1891 fuhren die ersten Automobile auf dieser Straße. Über ein Jahrhundert nach ihrer Entstehung zwang der Umstand, dass die Straße regelmäßig durch Erdrutsche unpassierbar wurde, die Gemeinde zur Ausarbeitung eines Alternativprojekts, das einen immer stärkeren Verkehrsfluss sicher bewältigen konnte.
1982 wurden die beiden 1120 und 3600 m langen Tunnel von Riva hinauf in das Ledrotal eröffnet. Daraufhin wurde der dadurch nicht mehr notwendige untere Teil der Ponalestraße gesperrt. Der Abschnitt zwischen dem Ledrotal und Pregasina blieb weiterhin für den Autoverkehr befahrbar, bis 1998 ein weiterer Tunnel zwischen dem Ledrotal und Pregasina eröffnet wurde. Von diesem Zeitpunkt an war die komplette Ponalestraße offiziell gesperrt, wurde aber von Mountainbikern und Wanderern weiterhin genutzt.
Im Jahr 2000 ereignete sich dann ein Erdrutsch auf der Ponalestraße, welcher mehrere Tote zur Folge hatte. Daraufhin wurden die Absperrungen an den Eingängen deutlich verschärft. Weiterhin schafften es jedoch Mountainbiker, die Sperren zu umgehen bzw. außer Kraft zu setzen, um so die Ponalestraße weiter nutzen zu können.
Nach umfassenden Rekonstruktionsarbeiten, in die rund 820.000 € investiert wurden, wurde im Juli 2004 die Ponalestraße wieder als Rad- und Fußweg freigegeben und trägt seitdem die Wegnummer D01. Wanderer und Mountainbiker können die Ponalestraße seitdem wieder uneingeschränkt nutzen.
Im Juni 2014 wurde die alte Raststation Ponale Alto Belvedere an der Ponalestraße zu ihrem 100-jährigen Bestehen wiedereröffnet.